# Laure Latham
 (août 2025).
Pour les articles homonymes, voir Latham (homonymie).
Laure Latham est une nageuse franco-britannique spécialisée dans la natation en eau libre et la natation d'hiver. Elle est notamment connue pour être devenue la huitième femme française à avoir réussi la traversée de la Manche à la nage et la première Française à réaliser le tour de l'île de Manhattan à la nage,.

## Biographie
Laure Latham est une nageuse franco-britannique en eau libre, nageuse d'hiver, et officielle de l'Association internationale de natation d'hiver. Elle est secrétaire honoraire du Serpentine Swimming Club, membre de la Royal Geographical Society, et co-fondatrice du Festival de natation d'hiver des Pyrénées à Puigcerda (Espagne).

## Carrière sportive

### Traversée de la Manche
Le 23 août 2023, elle réalise la traversée de la Manche en 19 heures et 16 minutes,. À 51 ans, elle devient ainsi la huitième femme française à avoir réussi cet exploit.
Le 12 septembre 2023, elle participe également à un relais à 6 personnes pour traverser la Manche, réalisé en 17 heures et 37 minutes avec Nicola Sanderso.

### Tour de l'île de Manhattan
En 2024, Laure Latham réalise le tour de l'île de Manhattan à la nage en 10 heures et 48 minutes, devenant la première Française à réussir cet exploit. Cette épreuve, connue sous le nom de Manhattan Island Marathon Swim, est une circumnavigation de 45,9 km (28,5 miles) autour de l'île de Manhattan à New York.

### Autres performances
Parmi ses autres exploits en natation en eau libre, on peut citer :
2019 : Traversée du lac Windermere en 8 heures et 20 minutes
Traversées d'Alcatraz (2009, 2010 et 2012), Défi de Monte Cristo, Bosphorus Cross Continental Swim
Stockholm Winterswim Open 2022
En 2024, elle a participé au Cork Distance Week à Sandycove Island, Cork, Irlande